# Association française Carl Nielsen
L' Association française Carl Nielsen (AFCN) est une association de musicologie créée en 1985, par le musicologue Jean-Luc Caron, pour mettre en valeur et diffuser l’œuvre du compositeur danois Carl Nielsen, ainsi que celles des autres compositeurs du Nord de l'Europe,. Elle édite un bulletin annuel régulier.

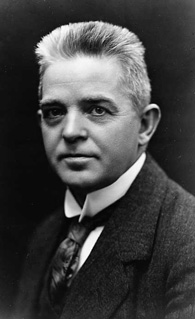
Carl Nielsen.

## Publications notables
- Les bulletins annuels de l'Association française Carl Nielsen publiés de 1985 à 1990
- L'Inextinguible, symphonie, 1988
- L'Inextinguible : symphonie de Carl Nielsen, 1988
- Grands symphonistes nordiques méconnus, par Jean-Luc Caron, 1991
- Cahier Sibelius, par Jean-Luc Caron, 1996
- Une discographie nordique, par Jean-Luc Caron, 2001, 2002 et 2003

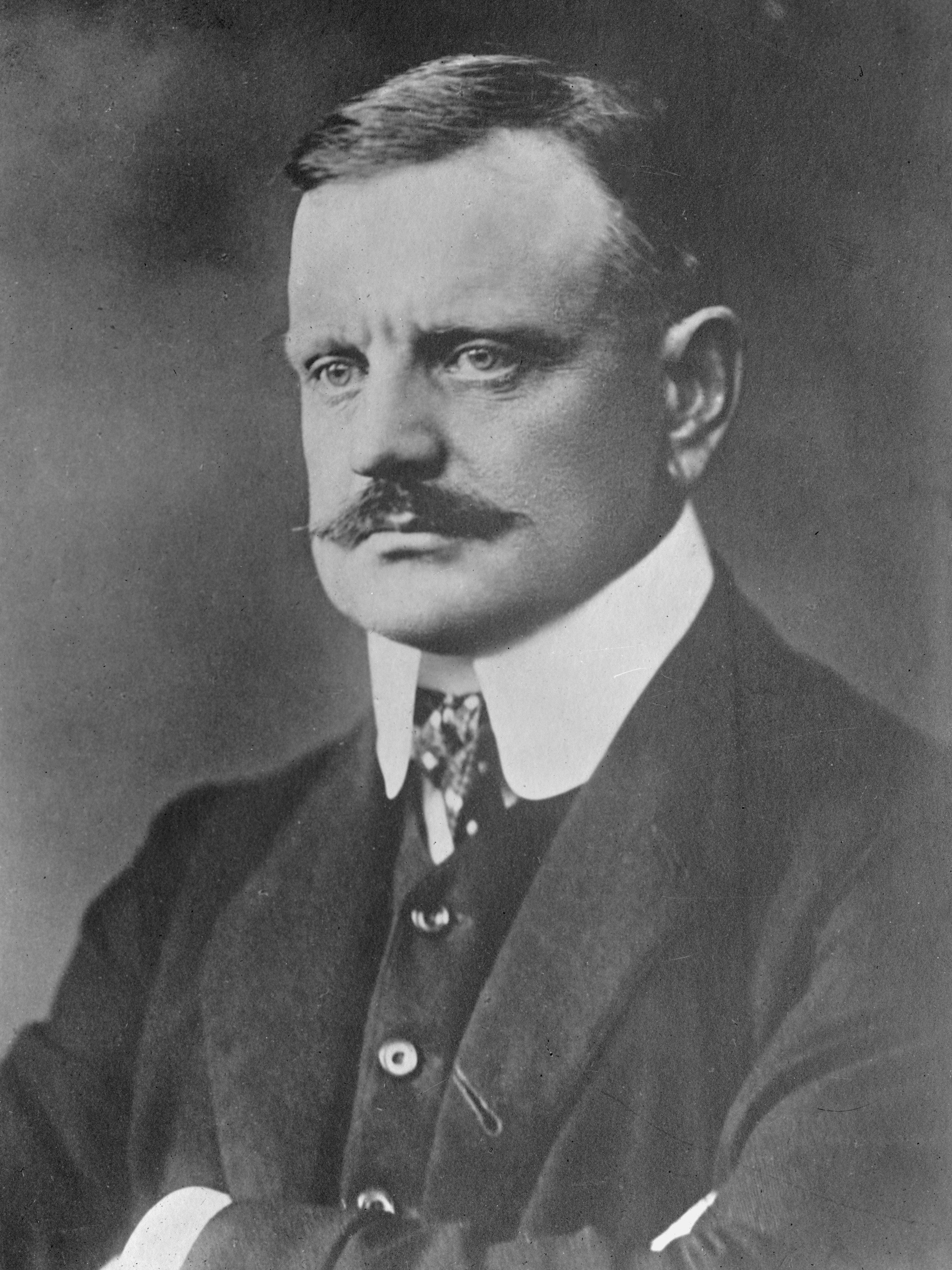
Jean Sibelius.